# Enicospilus gonidius
Enicospilus gonidius là một loài tò vò trong họ Ichneumonidae.